# Cape River (Burdekin River)
Der Cape River ist ein Fluss im Osten des australischen Bundesstaates Queensland.

## Geographie

### Flusslauf
Der Fluss entspringt an den Südhängen des Mount Oxley am Nordrand des White-Mountains-Nationalparks und fließt zunächst nach Südosten. Bei der Siedlung Cape River unterquert er den Flinders Highway und setzt seinen Weg nach Südosten bis zur Siedlung Longton fort. Dort wendet er seinen Lauf nach Osten und unterquert die Gregory Developmental Road. Bei der Siedlung Mount Elsie biegt er nach Norden ab und mündet zehn Kilometer weiter in den Lake Dalrymple, und damit in den Burdekin River.

### Nebenflüsse mit Mündungshöhen
- Black Gin Creek – 567 m
- Black Mount Creek – 508 m
- Gorge Creek – 475 m
- Eight Mile Creek – 436 m
- Fat Hen Creek – 433 m
- Spring Creek – 421 m
- Shearers Creek – 409 m
- Bulgin Creek – 396 m
- Warrigal Creek – 315 m
- Five Mile Creek – 307 m
- Emu Gully – 220 m
- Amelia Creek – 209 m
- Broadly Creek – 208 m
- Campaspe River – 208 m
- Boomerang Creek – 194 m
- Blowhard Creek – 193 m
- Comical Creek – 186 m
- Plain Creek – 183 m
- Little Moonlight Creek – 179 m
- Bilga Creek – 172 m
- Rollston River – 169 m
- Swamp Creek – 168 m
- Rocky Creek – 158 m
- Chinaman Creek – 158 m
- Sandy Creek – 158 m
- Low Creek – 158 m[1]

### Durchflossene Seen und Stauseen
- Lake Dalrymple – 158 m[1]